# Hästbäckstjärnen
Hästbäckstjärnen är en sjö i Lycksele kommun i Lappland och ingår i Umeälvens huvudavrinningsområde. Sjön har en area på 0,131 kvadratkilometer och ligger 304,1 meter över havet.

## Delavrinningsområde
Hästbäckstjärnen ingår i det delavrinningsområde (721373-161917) som SMHI kallar för Ovan 721045-162070. Medelhöjden är 296 meter över havet och ytan är 25,99 kvadratkilometer. Räknas de 20 avrinningsområdena uppströms in blir den ackumulerade arean 312,39 kvadratkilometer. Bjurbäcken som avvattnar avrinningsområdet har biflödesordning 3, vilket innebär att vattnet flödar genom totalt 3 vattendrag innan det når havet efter 219 kilometer. Avrinningsområdet består mestadels av skog (93 procent). Avrinningsområdet har 0,36 kvadratkilometer vattenytor vilket ger det en sjöprocent på 1,4 procent.